# Grindelia chiloensis
Grindelia chiloensis là một loài thực vật có hoa trong họ Cúc. Loài này được (Cornel.) Cabrera mô tả khoa học đầu tiên năm 1931.